# Federação Mundial da Juventude Democrática
A Federação Mundial da Juventude Democrática (FMJD) é uma organização juvenil internacional reconhecida pela Organização das Nações Unidas (ONU) como uma ONG da juventude mundial.

## Histórico
A entidade foi fundada em 1945, em Londres, no encerramento da Conferência Mundial da Juventude, como um amplo movimento internacional da juventude após o fim da Segunda Guerra Mundial. Não obstante, com o começo da Guerra Fria praticamente todas as organizações de países capitalistas se retiraram da FMJD por causa de sua associação com partidos comunistas e socialistas alinhados com a União Soviética.

### Crise
Quando o Pacto de Varsóvia e a URSS foram desintegrados, entre 1989 e 1992, a FMJD entrou em crise. Surgiram então discussões e conflitos internos sobre o caráter da entidade por causa do vazio de poder criado pelo desmanche de seu membro mais importante, o Komsomol soviético. A WFDY tornou-se alvo e vítima da espionagem da CIA. Alguns defenderam uma estrutura apolítica, enquanto outros se mostravam a favor de uma posição abertamente de esquerda. A FMJD no entanto sobreviveu à crise e atualmente é uma entidade juvenil ativa que realiza atividades regulares.
A sede da organização fica na capital da Hungria, Budapeste. O principal evento organizado pela FMJD é o Festival Mundial da Juventude e dos Estudantes. A última edição do evento aconteceu na Rússia em 2018 e contou com milhares de participantes de todo o mundo.

## Membros
Entre os membros da Federação Mundial da Juventude Democrática encontram-se:
- União da Juventude Comunista
- Juventudes Comunistas do Chile
- União de Jovens Comunistas
- Juventude Comunista Portuguesa
- Komsomol Leninista da Federação Russa